# Liebigs Annalen
Liebigs Annalen (lub Annalen, skróty Liebigs Ann. lub Ann.) – niemieckie chemiczne czasopismo naukowe wydawane w Lipsku i Heidelbergu, miesięcznik. Założone przez Justusa Liebiga w wyniku przekształcenia pisma branżowego Magazin für Pharmacie. Czasopismo kilkukrotnie zmieniało nazwę, a w latach 1997-1998 połączyło się z kilkoma innymi europejskimi czasopismami chemicznymi w European Journal of Organic Chemistry:
- Chemische Berichte
- Recueil des Travaux Chimiques des Pays-Bas
- Bulletin de la Société Chimique de France
- Bulletin des Sociétés Chimiques Belges
- Gazzetta Chimica Italiana

## Historyczne nazwy pisma
- Annalen der Pharmacie/Annalen der Chemie, 1832–1839[1][2]
- Annalen der Chemie und Pharmacie, 1840–1872 (ISSN 0075-4617, CODEN JLACBF)
- Justus Liebigs Annalen der Chemie und Pharmacie, 1873–1874 (ISSN 0075-4617, CODEN JLACBF)
- Justus Liebigs Annalen der Chemie, 1875-1944 & 1947–1978 (ISSN 0075-4617, CODEN JLACBF)
- Liebigs Annalen der Chemie, 1979–1994 (ISSN 0170-2041, CODEN LACHDL)
- Liebigs Annalen, 1995-1996 (ISSN 0947-3440, CODEN LANAEM)
- Liebigs Annalen/Recueil, 1997 (CODEN LIARFV)
- European Journal of Organic Chemistry, 1998+ (druk ISSN 1434-193X; eISSN 1099-0690, CODEN EJOCFK)